# Baszino Seło (gmina Wełes)
Baszino Seło (mac. Башино Село) – wieś w centralnej Macedonii Północnej, administracyjnie należąca do gminy Wełes. W 2002 roku liczyła 814 mieszkańców.
Według danych ze spisu powszechnego z roku 2002 we wsi zamieszkiwało 814 osób deklarujących następującą narodowość:
- Macedończycy – 802 (98,53%)
- Serbowie – 8 (0,98%)
- Arumuni – 1 (0,12%)
- Inni – 3 (0,37%)

## Sport
We wsi działa klub sportowy FK Ilinden 1955 Bašino, grający aktualnie w trzeciej macedońskiej lidze piłkarskiej.